# Atletica leggera ai Giochi della XVIII Olimpiade - Staffetta 4×400 metri

Video della Finale
Video della Finale (immagini a colori dei cambi)

La competizione della staffetta 4×400 metri maschile di atletica leggera ai Giochi della XVIII Olimpiade si è disputata nei giorni 20 e 21 ottobre 1964 allo Stadio Nazionale di Tokyo.

## Risultati

### Turni eliminatori
| 3 Batterie | 20 ottobre | 17 partenti | Si qualificano le prime 2, più i migliori 2 tempi. |
| Finale     | 21 ottobre | 8 squadre   |                                                    |

### Batterie
| Pos. | Nazione          | Atleti                                                                | Tempo  |
| ---- | ---------------- | --------------------------------------------------------------------- | ------ |
| 1    | Stati Uniti      | Ollan Cassell, Mike Larrabee Ulis Williams, Henry Carr                | 3'05"3 |
| 2    | Unione Sovietica | Hryhoriy Sverbetov, Viktor Bychkov Vasyl Anisimov, Vadim Arkhipchuk   | 3'07"4 |
| 3    | Francia          | Michel Hiblot, Bernard Martin Germain Nelzy, Jean-Pierre Boccardo     | 3'07"5 |
| 4    | India            | Makhan Singh, Amrit Pal Ajmer Singh, Milkha Singh                     | 3'08"8 |
| 5    | Giappone         | Toru Honda, Kimitada Hayase Yoshihiro Amano, Masami Yoshida           | 3'12"3 |
| 6    | Senegal          | Daour M'baye Guèye, Daniel Thiaw Mamadou N'Diaye, Papa M'Baye N'Diaye | 3'12"5 |

| Pos. | Nazione           | Atleti                                                                  | Tempo  |
| ---- | ----------------- | ----------------------------------------------------------------------- | ------ |
| 1    | Trinidad e Tobago | Edwin Skinner, Kent Bernard Edwin Roberts, Wendell Mottley              | 3'05"0 |
| 2    | Polonia           | Marian Filipiuk, Ireneusz Kluczek Stanisław Swatowski, Andrzej Badeński | 3'07"2 |
| 3    | Italia            | Bruno Bianchi, Salvatore Morale Roberto Frinolli, Sergio Bello          | 3'07"6 |
| 4    | Australia         | Peter Vassella, Gary Knoke Gary Eddy, Ken Roche                         | 3'08"2 |

| Pos. | Nazione       | Atleti                                                                     | Tempo  |
| ---- | ------------- | -------------------------------------------------------------------------- | ------ |
| 1    | Gran Bretagna | Tim Graham, Adrian Metcalfe John Cooper, Robbie Brightwell                 | 3'04"7 |
| 2    | Germania      | Jörg Jüttner, Hans-Ullrich Schulz Johannes Schmitt, Manfred Kinder         | 3'04"9 |
| 3    | Giamaica      | Laurie Khan, Mal Spence Mel Spence, George Kerr                            | 3'05"3 |
| 4    | Svizzera      | Jean-Louis Descloux, Hansjörg Bosshard Marius Theiler, Peter Laeng         | 3'09"3 |
| 5    | Ghana         | James Addy, Brobbey Mensah Sam Bugri, Ebenezer Quartey                     | 3'10"4 |
| 6    | Malaysia      | Karu Selvaratnam, Kuda Ditta Mohamed bin Abdul Rahman, Victor Asirvatham   | 3'17"6 |
| 7    | Thailandia    | Somsak Thongsuk, Nipon Pensuvapap Adisorn Vitsudhamakul, Manut Bumrungphuk | 3'18"4 |

## Finale
In deroga alla «legge dei Trials», la delegazione USA inserisce in squadra Henry Carr, fresco campione dei 200 metri.
Carr ripaga la scelta offrendo una prestazione di classe cristallina e andando a cogliere il nuovo record del mondo.
| Pos.    | Nazione           | Atleti                                                                  | Tempo  |
| ------- | ----------------- | ----------------------------------------------------------------------- | ------ |
| Oro     | Stati Uniti       | Ollan Cassell, Mike Larrabee Ulis Williams, Henry Carr                  | 3'00"7 |
| Argento | Gran Bretagna     | Tim Graham, Adrian Metcalfe John Cooper, Robbie Brightwell              | 3'01"6 |
| Bronzo  | Trinidad e Tobago | Edwin Skinner, Kent Bernard Edwin Roberts, Wendell Mottley              | 3'01"7 |
| 4       | Giamaica          | Laurie Khan, Mal Spence Mel Spence, George Kerr                         | 3'02"3 |
| 5       | Germania          | Jörg Jüttner, Hans-Ullrich Schulz Johannes Schmitt, Manfred Kinder      | 3'04"3 |
| 6       | Polonia           | Marian Filipiuk, Ireneusz Kluczek Stanisław Swatowski, Andrzej Badeński | 3'05"3 |
| 7       | Unione Sovietica  | Hryhoriy Sverbetov, Viktor Bychkov Vasyl Anisimov, Vadim Arkhipchuk     | 3'05"9 |
| 8       | Francia           | Michel Hiblot, Bernard Martin Germain Nelzy, Jean-Pierre Boccardo       | 3'07"4 |